# NGC 2661
NGC 2661 est une galaxie spirale située dans la constellation du Cancer. NGC 2661 a été découverte par l'astronome germano-britannique William Herschel en 1784.

## Caractéristiques
Sa vitesse par rapport au fond diffus cosmologique est de 4 385 ± 20 km/s, ce qui correspond à une distance de Hubble de 64,7 ± 4,5 Mpc (∼211 millions d'al).
La classe de luminosité de NGC 2661 est III-IV et elle présente une large raie HI.